# Oplegnathus fasciatus
Oplegnathus fasciatus is een straalvinnige vissensoort uit de familie van oplegnathiden (Oplegnathidae). De wetenschappelijke naam van de soort is voor het eerst geldig gepubliceerd in 1844 door Temminck en Schlegel.
Het is een tropische vis die voornamelijk in de Japanse wateren voorkomt en bij Hawaï. Zijn habitat is het koraalrif.